# Гуго III (граф Мэна)
Гуго (Юг) III (фр. Hugues, ок. 960 — 1014/1016) — граф Мэна с 980/992 года, сын графа Гуго II.

## Биография
Наследовал графство после смерти отца. В союзе с Эдом II, графом Блуа, боролся с королями Гуго Капетом и Робертом II, а также с графом Анжуйским Фульком III. В результате в 996 году был вынужден признать сюзеренитет графа Анжуйского.

## Брак и дети
Имя жены неизвестно. Дети:
- Гуго Дубло
- Герберт I Разбуди Собаку (ум. 1032) — граф Мэна с 1014